# Bernhard Dörries (Theologe)
Georg Bernhard Adolf Dörries (* 25. April 1856 in Medebach; † 13. Oktober 1934 in Hannover) war ein deutscher Theologe und Pastor. Er gilt als Vertreter einer liberalen evangelischen Frömmigkeit und nahm durch seine Schriften eine bedeutende Stellung in den theologischen Auseinandersetzungen seiner Zeit ein.

## Leben
Bernhard Dörries war der Sohn
- des Pastors Friedrich August Dörries († 1858), dessen Vater der Tischlermeister Joh. Heinrich Christoph Dörries in Hardegsen und dessen Mutter die Dor. Eleonore Heering aus Göttingen war;
- sowie der Minette († 1906), Tochter des Kaufmannes Georg Klesser in Aerzen und der Kath. Beata Bornemann aus Hamburg.[2]

Nachdem Dörries durch den Tod seines Vaters schon im Lebensalter von zwei Jahren Halbwaise geworden war, studierte er später Theologie an der Universität Leipzig sowie an der Universität Göttingen sowie in Hannover am dortigen Predigerseminar. Beeinflusst von der Theologie des Albrecht Ritschl, legte Dörries im Jahr 1881 seine zweite theologische Prüfung ab, bevor er im Folgejahr 1882 zunächst als Hilfsgeistlicher in Fallingbostel tätig wurde, 1883 dann als Pastor in dem ländlich geprägten Gielde.
Zur Förderung des theologischen und kirchlichen Fortschritts in der hannoverischen Landeskirche wurde Dörries 1885 Mitbegründer der Organisation Wissenschaftlicher Predigerverein, später auch der Freunde evangelischer Freiheit.
1888 heiratete Dörries in Sankt Goar Bertha, die Tochter des Superintendenten Herm. Rehmann in St. Goar und der Bertha Heymer aus Rheydt. Mit seiner Ehefrau hatte Dörries drei Söhne und zwei Töchter, darunter den 1895 geborenen späteren Kirchenhistoriker und Göttinger Lehrbeauftragten Hermann Dörries sowie den 1898 in Hannover geborenen späteren Maler und Berliner Lehrbeauftragten Bernhard Dörries.

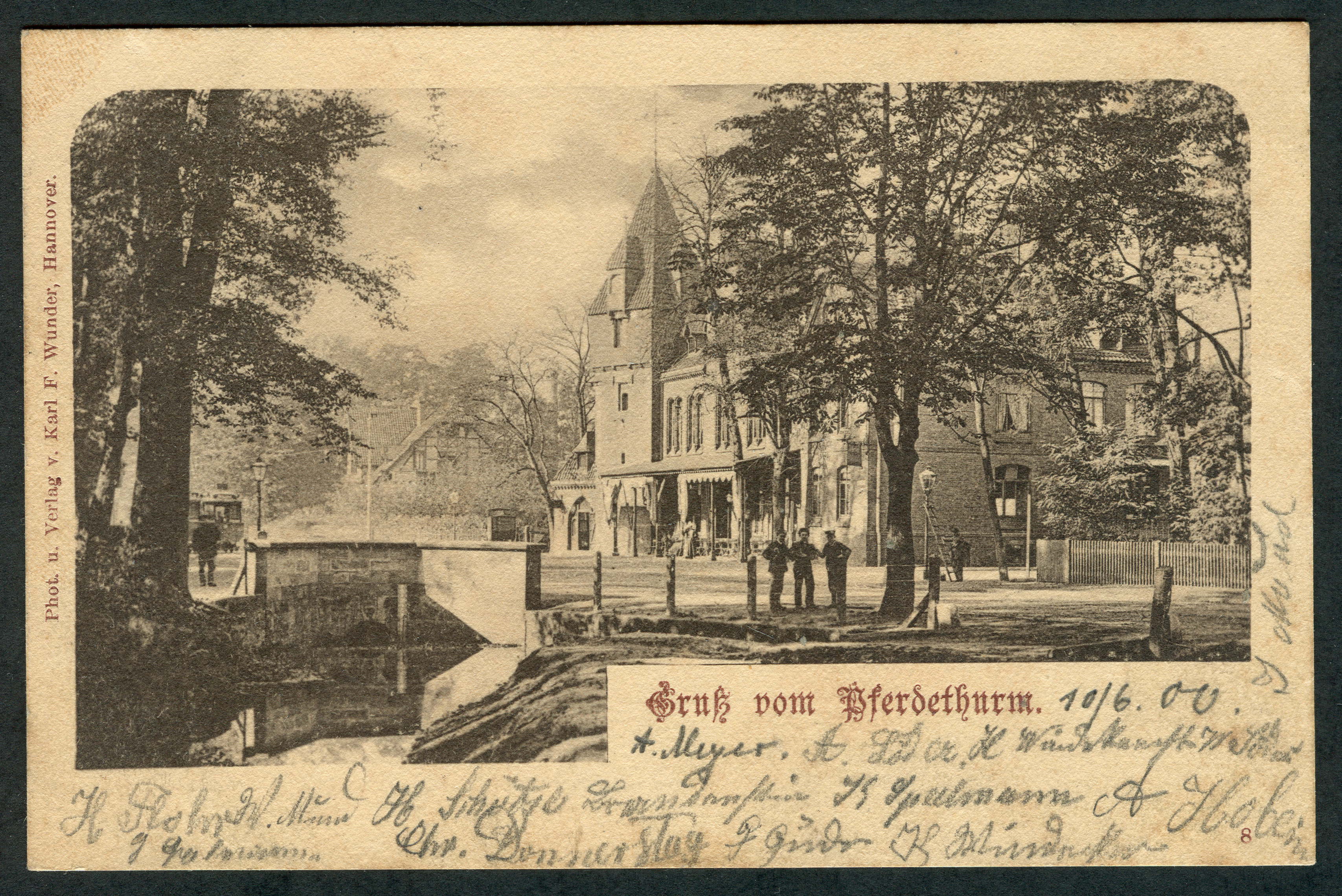
Die Umgebung der späteren Petrikirche, hier gesehen vom Sperrwerk am Wolfsgraben mit Blick zum Endpunkt der Straßenbahn am Pferdeturm;
Ansichtskarte Nummer 8 von Karl F. Wunder, um 1898

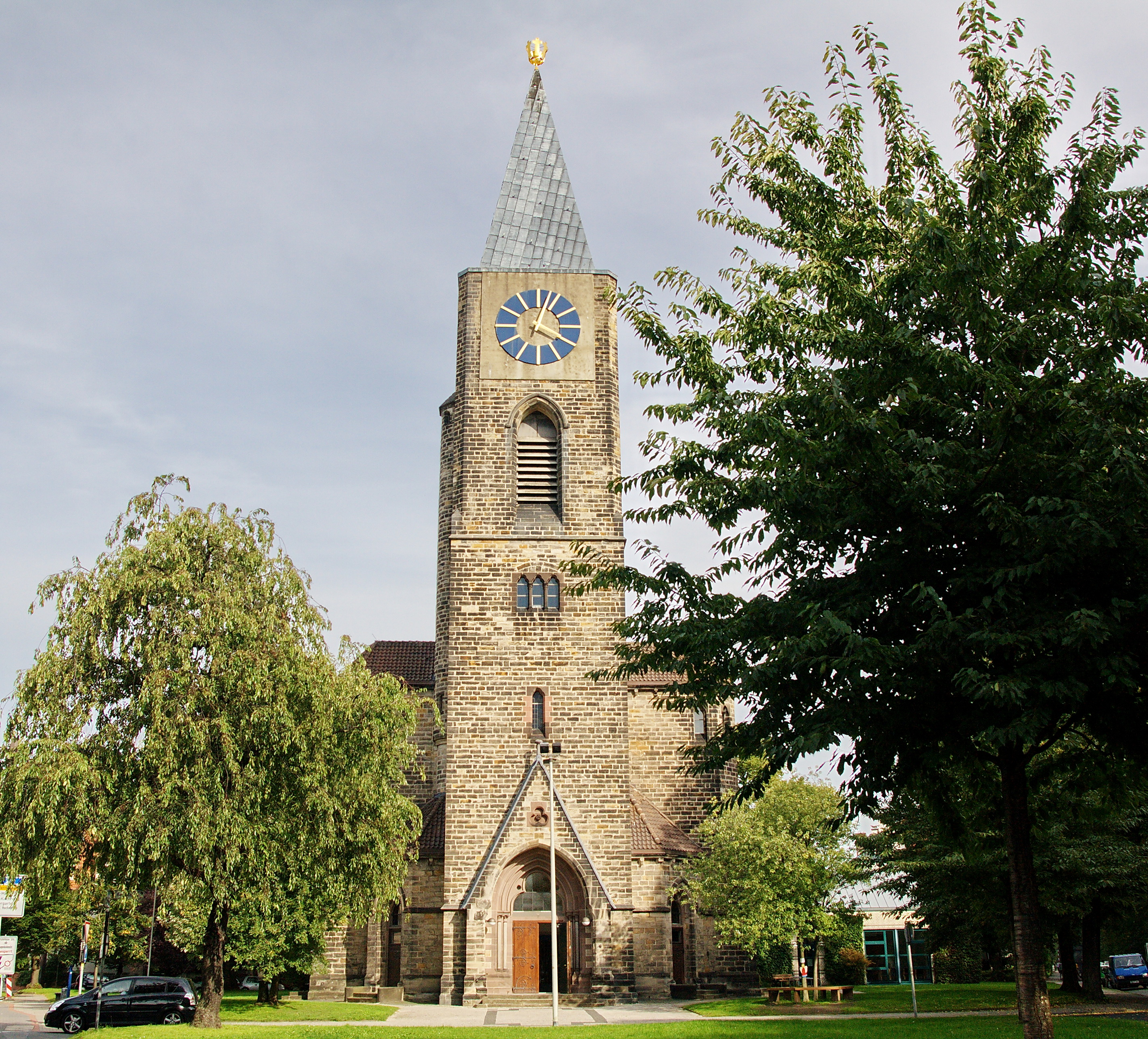
Für den Bau der 1902 eingeweihten Petrikirche fand Dörries die Geldgeber

Unterdessen hatte Dörries 1891 die Pastorenstelle in dem durch die Industrialisierung wachsenden hannoverschen Vorort Kleefeld angenommen, wo er vor allem auch das Vertrauen der Arbeiter gewann. Ihre bis dahin schlechten Lebensbedingungen verbesserte er beispielsweise mit der Gründung der „Kleefelder Baugenossenschaft“ entscheidend und vor allem nachhaltig. im Jahr 1894
Ergriffen von den Gedanken Friedrich Naumanns, engagierte sich Dörries zeitweilig führend in der hannoverschen nationalsozialen Vereinigung – trotz Anfechtungen seitens seiner Kirchenbehörde.
1901 begründete Dörries das kirchlich liberale Gemeindeblatt Kirchliche Gegenwart, erreichte durch seine Bücher jedoch auch wesentlich breitere Kreise. So strebte er mit seiner Katechismuserklärung eine Erneuerung des Katechismusunterrichts auf der Grundlage der Ritschlschen Theologie an, bemühte sich mit seinen Predigtsammlungen um konkrete Weltoffenheit.
Dörries persönlichem Einsatz ist es zu verdanken, dass die finanziellen Mittel für den Bau der späteren Petrikirche aufgebracht werden konnten: Da die Stadt Hannover und insbesondere der Stadtdirektor Heinrich Tramm vor Ort einen besonderen städtebaulichen Akzent setzten wollte am Eingang des seinerzeit geplanten Wohnviertels, dem späteren Philosophenviertel, konnte die Kirche nach Plänen des Architekten Eberhard Hillebrand dann 1902 eingeweiht werden.
Während des Ersten Weltkrieges sorgte Bernhard Dörries für die Betreuung der Kriegerfamilien. 1917 wurde ihm durch die Universität Gießen die Würde eines theologischen Doktors verliehen.
Zur Zeit der Weimarer Republik kam Dörries den Bedenken und Zweifeln des modernen Menschen weit entgegen mit seinen Schriften wie etwa dem 1919/1920 veröffentlichten Werk Der Glaube an die Welt sowie mit seiner im Jahr des Höhepunktes der Deutschen Hyperinflation veröffentlichten Schrift Die Religion des Alltags. Ebenfalls 1923 wurde Dörries, der bis dahin noch immer als Pastor in Kleefeld gewirkt hatte, emeritiert und in den Ruhestand verabschiedet.
In seinen letzten Schriften setzte sich Bernhard Dörries mit Karl Barth auseinander.

## Dörriesplatz
Noch zu Lebzeiten Dörries wurde der zwischen der Scheidestraße und der Kaulbachstraße 1902 angelegte Platz An der Petrikirche im Jahr 1931 umbenannt in Dörriesplatz, laut dem Adressbuch der Stadt Hannover von 1960 ein „[...] segenreicher Seelsorger der Petrikirchengemeinde“.

## Porträt
Ein Gemälde mit einem Porträt des Pastors war – trotz der Beschädigungen der Petrikirche im Zweiten Weltkrieg durch die Luftangriffe auf Hannover –  mindestens noch bis um 1959 in der Kirche St. Petri aufgehängt.

## Schriften (Auswahl)
- Das Evangelium der Armen. Ein Jahrgang Predigten, 572 Seiten, 2. Auflage, Göttingen: Vandenhoeck & Ruprecht, 1899
- Erklärung des Kleinen Katechismus D. Martin Luthers: Ein Beitrag zur Reform des Katechismusunterrichts, in Frakturschrift, 3 Bände in verschiedenen Auflagen, Göttingen: Vandenhoeck & Ruprecht:
  - Teil 1: Die zehn Gebote, 3., neu bearbeitete Auflage, 1926 Inhaltsverzeichnis
  - Teil 2: Der Glaube, 6., neu bearbeitet Auflage, 1920; Inhaltsverzeichnis
  - Teil 3: Der Vaterunser und die Sakramente, 132 Seiten, 1. und 2. Auflage, Inhaltsverzeichnis
- Die Botschaft der Freude. Ein Jahrgang Evangelien-Predigten von Bernhard Dörries, Pastor, 535 Seiten, 2. durchgesehene Auflage, Göttingen: Vandenhoeck & Ruprecht, 1907
- Das System Voigts. Die Berufsstellung der Pfarrer und der Fall Traub. Vortrag, Göttingen: Vandenhoeck & Ruprecht, 1912
- 111 Sätze über Christentum und Krieg, 11 Seiten, abgedruckt auch in Die Tat / Tat-Flugschriften, Heft 26, Teil der erhaltenen Weltkriegssammlung der Deutschen Bücherei in Leipzig, Jena: Diederichs, 1918
- Der Glaube an die Welt, 198 Seiten in der Reihe Die blauen Bücher, Königstein im Taunus; Leipzig: Langewiesche, [1919]
- Jesus (= Die Bücherei der Volkshochschule, Bd. 42), Bielefeld; Leipzig: Velhagen & Klasing, 1922
- Die Religion des Alltags. Das Christentum ist erst zum kleinsten Teil begriffen. Es hat seine grössten Möglichkeiten noch vor sich, 6.–15. Tausend in der Reihe Die blauen Bücher,  Königstein: Langewiesche, 1924
- Der Wille zum Leben. Ein neuer Jahrgang Predigten, 364 Seiten, Göttingen: Vandenhoeck & Ruprecht, 1924
- Die Forderung des Tages, mit einer Buchausstattung von Wilhelm Geißler, Rudolstadt: Greifen-Verlag, 1926
- Der ferne und der nahe Gott. Eine Auseinandersetzg mit der Theologie Karl Barths  (= Bücherei der christlichen Welt, Bd. [19]), Gotha: L. Klotz, 1927
- Am Scheidewege. Ein Wort zu Karl Barths Dogmatik, Gotha: L. Klotz, 1928